# Pseudecheneis koladynae
Pseudecheneis koladynae is een straalvinnige vissensoort uit de familie van de zuigmeervallen (Sisoridae). De wetenschappelijke naam van de soort is voor het eerst geldig gepubliceerd in 2010 door Anganthoibi & Vishwanath.